# 아우구르

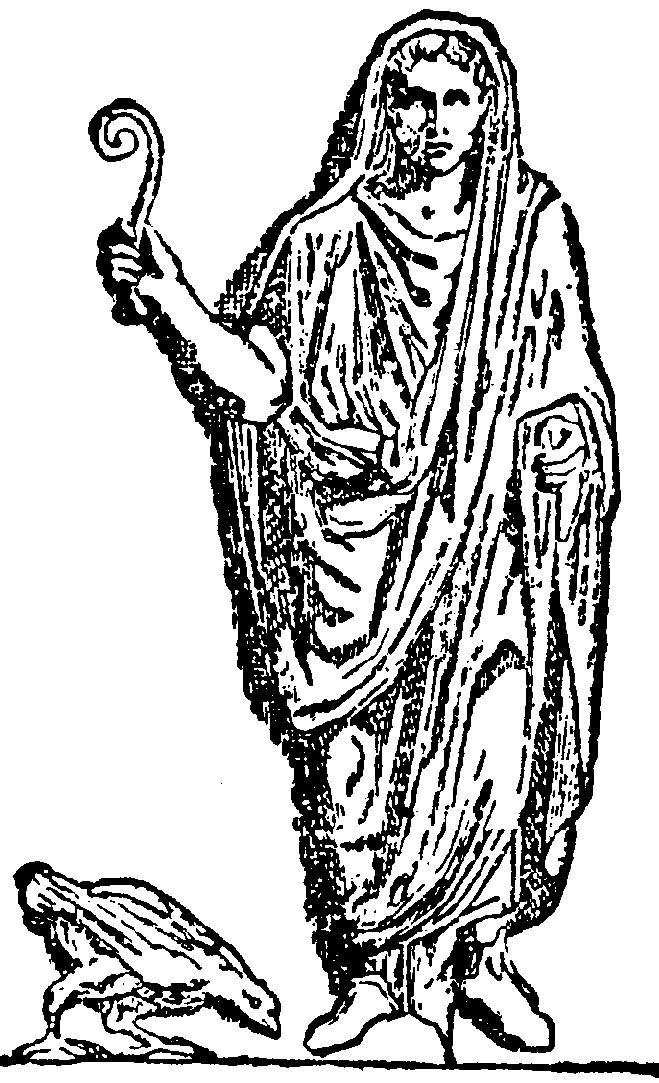
곡선형 지팡이 리투우스를 들고 있는 아우구르

아우구르(Augur)는 고대 에트루리아나 고대 로마에 설치된 공직 중 하나이다.

## 개요
집정관이나 법무관과는 달리 종신제의 공직이었다. 아우구루의 주요 역할은 새소리와 비상 상황을 관찰하여 그 상황을 바탕으로 신의 뜻을 나타내는 것이다. 아우구르의 기도는 종교에 그치지 않았고, 전쟁과 상업 등 로마의 공적인 의사 결정에 관여한 것으로 알려져 있다.
로마 공화정 초기에는 전임자의 지명에 의해 후임이 결정되어 사실상 파트리키가 독점하고 있었다. 기원전 300년에 성립된 오굴니우스 법에 따라 정원이 4명에서 9명으로 확충되었고, 그 중 5명은 플레브스 출신으로 정해졌다.

내란의 세기 무렵에는 선거를 통해 후임이 결정되는 시대로 이행하고 있었다.

## 참고 문헌
- 티투스 리비우스 《로마 건국사》

## 같이 보기
- 폰티펙스 막시무스